# Heiderscheid
Heiderscheid é uma comuna do Luxemburgo, pertence ao distrito de Diekirch e ao cantão de Wiltz.

## Demografia
Dados do censo de 15 de fevereiro de 2001:
- população total: 1.151
  - homens: 584
  - mulheres: 567
- densidade: 35,25 hab./km²
- distribuição por nacionalidade:

| Nacionalidade  | População | %      |
| -------------- | --------- | ------ |
| luxemburgueses | 950       | 82,54% |
| estrangeiros   | 201       | 17,46% |
| - portugueses  | 102       | 8,86%  |
| - franceses    | 15        | 1,30%  |
| - italianos    | 2         | 0,17%  |
| - belgas       | 29        | 2,52%  |
| - alemães      | 8         | 0,70%  |
| - iuguslavos   | 8         | 0,70%  |
| - outros       | 37        | 3,21%  |

- Crescimento populacional:

| Ano        | População |
| ---------- | --------- |
| 15/02/2001 | 1.151     |
| 01/01/2002 | 1.175     |
| 01/01/2003 | 1.182     |
| 01/01/2004 | 1.192     |
| 01/01/2005 | 1.238     |